# Cultura romano-britânica

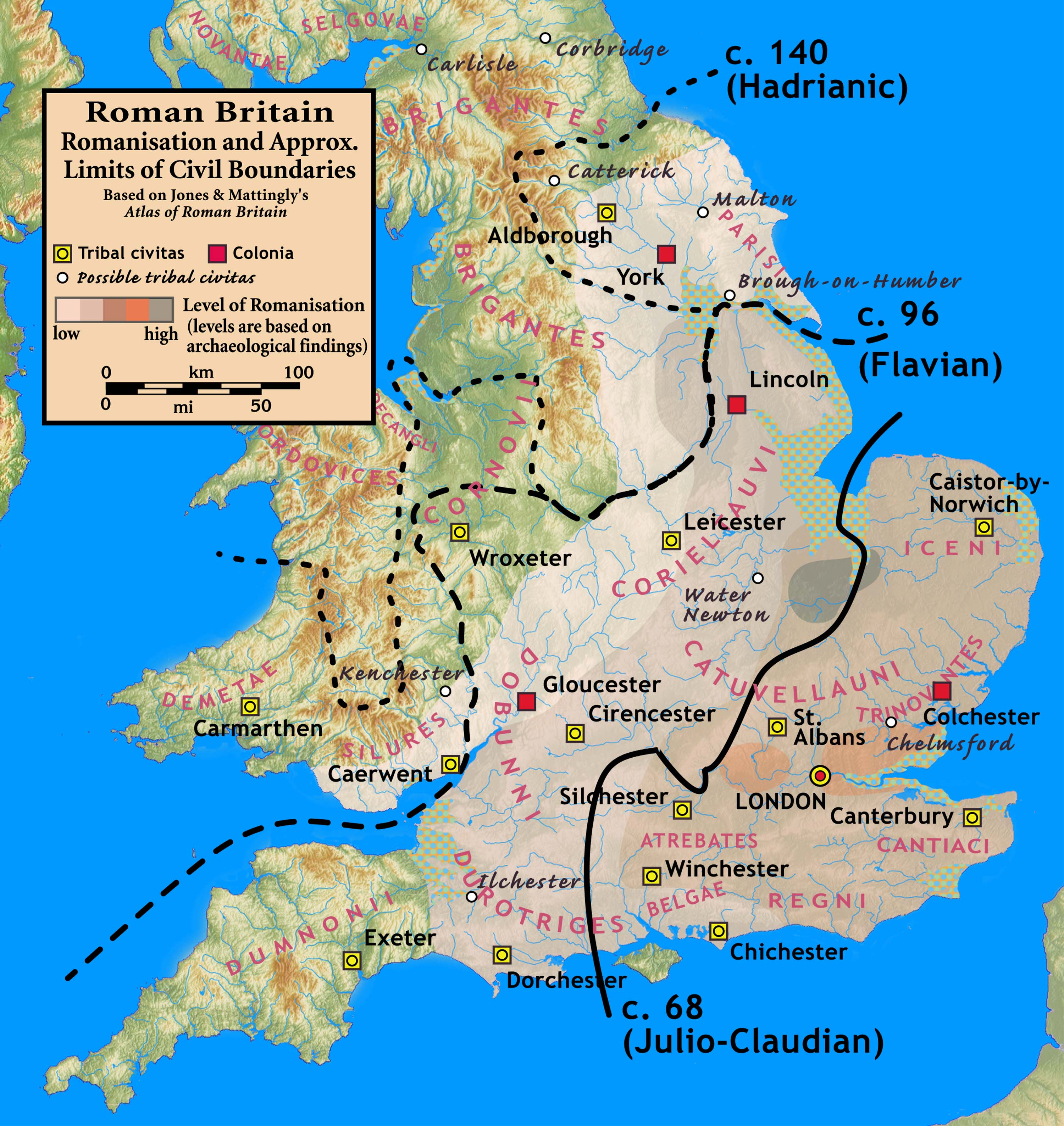
Graus relativos de romanização, com base na arqueologia. A romanização foi maior no sudeste, estendendo-se para oeste e norte em graus menores. A oeste de uma linha do Humber ao Severn, e incluindo Cornwall e Devon, a aculturação romana era mínima ou inexistente.

A cultura romano-britânica surgiu na Britânia sob o Império Romano após a conquista romana em 43 e a criação da província da Britânia. Surgiu como uma fusão da cultura romana importada com a dos bretões indígenas, um povo de língua e costumes celtas.
Estudiosos como Christopher Snyder acreditam que durante os séculos V e VI – aproximadamente de 410, quando as legiões romanas se retiraram, até 597, quando Santo Agostinho da Cantuária chegou – o sul da Britânia preservou uma cultura sub-romana ativa que sobreviveu aos ataques dos anglo-saxões e até usou um latim vernáculo ao escrever.